# アクセス・パセリ
パセリ（Paseli）は、アクセスが製造する電動シニアカー。電動車椅子。

## 概要
電動小型車両の開発を手掛ける、アクセスが生産・販売する安全機能の充実したハンドル型シニアカー。
2007年、初代の生産が開始された。2009年には公益財団法人日本交通管理技術協会の型式認定審査に合格し、国家公安委員会に認定された。
原動機、駆動輪、ハンドルなどを装備しているが、道路交通法上では歩行補助具となり、障碍者や歩行困難な高齢者などが利用する乗り物である。
密閉型鉛酸電池により駆動し、1回の充電で平坦路を最高速度6 km/hでおよそ27 km（約5時間）走行することができる。
- 電磁式ブレーキによる自動停止機能
- 右左折時にハンドルを15度傾けると走行速度を3 km/h以下に減速する機能。
- 最高速度は、アクセルワーク以外に切り替えにより高速モード（6 km/h）と定速モード（3 km/h）に設定可能。さらにボリュームによる速度制限も可能で初心者や混雑している道路での安全確保が可能。
- 他社製品に比べタイヤ幅約10 cmの幅広タイヤを採用することで道路わきの溝や、踏切の溝などへの脱輪を防止。
- 前のめりになって無意識にアクセルを動作させるようなことが無いようにU字型ハンドルを採用。

## 歴代商品
- Paseli[1]
- Paseli mini[2] - 折りたたみ式のシニアカー
- Paseli Ⅱ[3] - 前後輪サスペンション装備